# Maharadża
Maharadża (sanskryt महाराज mahārādża „wielki król”) – historyczny tytuł królewski władców różnych regionów Indii, przede wszystkim z rodu Kuszanów, a później Guptów. W późniejszym okresie tytuł ten oznaczał wyłącznie księcia.
Małżonka maharadży nosiła tytuł maharani.